# 煤泥
煤泥是一种含水量较高、颗粒较细（0.5mm以下）的煤浆。

## 主要性质指标

### 化学性质指标
煤泥中的有机质主要由碳、氢、氧、氮等元素组成；而硫是煤泥中最有害的杂质元素。
煤泥的含水量较高，给装卸、运输等带来困难，并较严重地影响了其工业利用价值。根据煤泥中水分存在形态，可以将它们分为游离水和化合水（结晶水）。
煤泥中的矿物质（无机质）大多为粘土类矿物，其他还有砂质类、碳酸盐类、黄铁矿等。矿物质的种类、含量、粒度组成等参数对煤泥的工业利用价值影响很大。

### 工艺性质指标
煤泥的挥发分产率常被用来作为确定煤泥煤种的主要参考指标，一般来说煤化程度越高，挥发分产率越少。在中华人民共和国，取1g煤泥煤样放在隔绝空气的容器中，在900±10摄氏度下加热7分钟，计算有机质分解产物占煤样的质量百分数就是煤泥的挥发分产率，通过这种方法测定挥发分。
煤泥的结焦性是指在工业炼焦条件下原料煤能结成优质冶金焦的性能。结焦性是衡量煤泥工艺性质的又一重要指标。